# Norops damulus
Norops damulus är en ödleart som beskrevs av  Cope 1864. Norops damulus ingår i släktet Norops och familjen Polychrotidae. Inga underarter finns listade i Catalogue of Life.